# جین کارمن
 جین کارمن (انگلیسی: Jeanne Carmen؛ ۴ اوت ۱۹۳۰ – ۲۰ دسامبر ۲۰۰۷) یک هنرپیشه اهل ایالات متحده آمریکا بود.